# Osiedle Pasterówka
Osiedle Pasterówka – osada w Polsce położona w województwie opolskim, w powiecie nyskim, w gminie Głuchołazy. Przepływa przez nią rzeka Prudnik. Położona jest w Przedgórzu Głuchołasko-Prudnickim.
W latach 1975–1998 miejscowość administracyjnie należała do ówczesnego województwa opolskiego.